# Bogusławice (powiat pleszewski)
Bogusławice – wieś w Polsce położona w województwie wielkopolskim, w powiecie pleszewskim, w gminie Gołuchów i jest jedną z jej najmniejszych miejscowości.
W latach 1975–1998 miejscowość administracyjnie należała do województwa kaliskiego.
Do 2007 roku istniała wieś Bogusław-Bogusławice, nazwę zmieniono tworząc dwie wsie Bogusław i Bogusławice.